# Onthophagus semicornis
Onthophagus semicornis là một loài bọ cánh cứng trong họ Bọ hung (Scarabaeidae).